# دره آرس
درهٔ آرس (انگلیسی: Ares Vallis) یک کانال خروجی در مریخ است که نام آن از نام یونانی باستان برای مریخ، یعنی آرس، خدای جنگ، گرفته شده است. به نظر می‌رسد این دره توسط سیالات، شاید آب در مریخ، شکل گرفته باشد. این دره از Margaritifer Terra در منطقه‌ای پر از تپه شروع می‌شود که در آن یک منطقه آشفته‌زمین یانی به طول ۱۸۰ کیلومتر (۱۱۰ مایل) و عرض ۲۰۰ کیلومتر (۱۲۰ مایل) از طریق منطقه‌ای گذار به عرض ۱۰۰ کیلومتر (۶۲ مایل) به آغاز Ares Vallis متصل می‌شود. این منطقه در مختصات ۳۴۲٫۵° شرقی (۱۷٫۵° غربی) و ۳° شمالی قرار دارد. Ares Vallis سپس از مناطق مرتفع Xanthe Terra عبور می‌کند و در منطقه‌ای شبیه به یک دلتا  در Chryse Planitia پایان می‌یابد. Ares Vallis محل فرود فضاپیمای رهیاب مریخ ناسا بود که در سال ۱۹۹۷ منطقه‌ای از این دره را نزدیک به مرز با Chryse مورد مطالعه قرار داد.
Ares Vallis در چهارضلعی Oxia Palus مریخ قرار دارد.
برخی محققان استدلال کرده‌اند که اوزبوی, Ladon, Margaritifer، و Ares valles، که اکنون توسط دهانه‌های بزرگ از یکدیگر جدا شده‌اند، زمانی یک کانال خروجی یکپارچه تشکیل می‌دادند که به سمت شمال و Chryse Planitia جریان می‌یافت. گفته می‌شود که منبع این جریان از سرریز دهانه Argyre بوده است، که زمانی به‌صورت یک دریاچه توسط کانال‌هایی از قطب جنوب پر شده بود (کانال‌های Surius, Dzigai، و Palacopus Valles). اگر این نظریه درست باشد، طول کل این شبکه زهکشی بیش از ۸٬۰۰۰ کیلومتر (۵٬۰۰۰ مایل) خواهد بود، که طولانی‌ترین مسیر زهکشی شناخته‌شده در منظومه شمسی محسوب می‌شود. بر اساس این فرضیه، شکل کنونی کانال خروجی Ares Vallis بازسازی یک ساختار پیشین است. این مسیر طولانی جریان آب به عنوان * سیستم Uzboi-Landon-Morava (ULM) شناخته می‌شود. آب این شبکه ممکن است در شکل‌گیری Ares Vallis نقش داشته باشد.
تحقیقات منتشرشده در ژانویه ۲۰۱۰ نشان می‌دهد که مریخ در امتداد بخش‌هایی از خط استوا دارای دریاچه‌هایی به عرض حدود ۲۰ کیلومتر (۱۲ مایل) بوده است. اگرچه تحقیقات قبلی نشان داده‌اند که مریخ در گذشته‌ای دور آب و هوای گرم و مرطوبی داشته که مدت‌هاست خشک شده است، این دریاچه‌ها در دوران Hesperian، یک دوره بسیار قدیمی‌تر، وجود داشته‌اند. با استفاده از تصاویر دقیق مدارگرد مدارگرد شناسایی مریخ ناسا، محققان گمانه‌زنی می‌کنند که در آن دوره ممکن است فعالیت‌های آتشفشانی، برخورد شهاب‌سنگ‌ها یا تغییر در مدار مریخ باعث گرم شدن موقت جو مریخ و ذوب یخ‌های فراوان موجود در زیر سطح شده باشد. آتشفشان‌ها گازهایی آزاد می‌کردند که جو را ضخیم‌تر کرده و نور خورشید بیشتری را به دام می‌انداختند، به طوری که آب مایع می‌توانست وجود داشته باشد. در این مطالعه جدید، کانال‌هایی کشف شده‌اند که حوضه‌های دریاچه‌ای نزدیک به دره آرس را به هم متصل می‌کردند. زمانی که یک دریاچه پر می‌شد، آب آن سرریز شده و کانال‌هایی به سمت مناطق پایین‌تر حفر می‌کرد، جایی که دریاچه دیگری تشکیل می‌شد. این دریاچه‌ها ممکن است مکانی دیگر برای جستجوی شواهدی از زندگی در مریخ در گذشته یا حال باشند.